# Château de Hampton Court
Pour les articles homonymes, voir Hampton.
Le château de Hampton Court est un château situé dans le district de Richmond upon Thames, sur la rive gauche de la Tamise, au sud-ouest du Grand Londres et proche de la frontière avec le comté de Surrey en Angleterre, qui fut la résidence favorite du roi Henri VIII.
Il s'agit d'un palais d'État rempli de nombreuses merveilles (tableaux, sculptures, etc.) mais aussi extrêmement riche en culture. Pendant près de 200 ans, le château de Hampton Court a été au centre de la cour royale, de la politique, ainsi que l'histoire de la nation.

## Historique
En 1518, le cardinal Thomas Wolsey devient archevêque d'York et choisit Hampton Court comme sa résidence principale. En 1523, Wolsey finit la construction des appartements d'Henri VIII. Trois ans plus tard, il est forcé d'abandonner sa propriété au roi. Le fils unique du roi, Édouard, le futur Édouard VI d'Angleterre, naît à Hampton Court en 1537, et est baptisé dans la chapelle église royale. Sa mère, Jeanne Seymour, meurt au palais quelques jours plus tard.
En 1604, le roi Jacques Ier préside la conférence d'Hampton Court qui proclamera la version autorisée de la Bible, dite Bible du roi Jacques.
En 1649, le roi Charles Ier, fait prisonnier par l'armée d'Oliver Cromwell, est amené à Hampton Court. Il s'en échappe après presque trois mois d'emprisonnement.
En 1657, Oliver Cromwell est proclamé Lord Protecteur de la république d'Angleterre, d'Irlande et d'Écosse et vient habiter à Hampton Court.
Le roi Guillaume III, et sa reine, Marie II, ordonnent à Sir Christopher Wren en 1689 de démolir les appartements royaux d'Henri VIII et de construire un nouveau palais, qui se réduisait dans les dessins à une grande cour donnant sur les jardins. Elle a deux façades palladiennes décorées de style baroque. Le roi tombe de son cheval en 1702 dans le parc et meurt peu après au palais de Kensington.
En 1717, le prince et la princesse de Galles (futurs roi George II et reine Caroline) viennent s'installer à Hampton Court. Ils sont les derniers souverains à y habiter. George et Caroline ont achevé les travaux de leurs appartements et ont commencé de nouveaux travaux pour les plus jeunes membres de leur famille royale.
En 1734, la reine Caroline invita son architecte et designer préféré, William Kent, à décorer les murs unis des Escaliers de la Reine. Il a créé leur design de style romain, qui comprenait un hommage à Caroline, qu'il a comparée à l'ancienne déesse Britannia. La reine Caroline meurt en 1739 et le roi ne se rendra plus au palais avec toute sa cour.
En 1838, la reine Victoria ouvre le château de Hampton Court au public. Vers le milieu du XIXe siècle, on comptait jusqu'à 180 000 visiteurs par année.
Le dernier jour de mars 1986, un incendie détruit presque la totalité des appartements du roi. Les réparations prendront six ans.
Durant les Jeux olympiques d'été de 2012, Hampton Court a été utilisé pour le début et la fin des courses de cyclisme contre-la-montre.

## Jardins et labyrinthe
Le château, comporte plusieurs espaces remarquables, comme la cour de la grande horloge, et est enchâssé dans un parc de 60 Acres (approximativement 200 hectares).
Dans le jardin se trouve l'un des plus anciens labyrinthes végétalisés d'Europe[réf. nécessaire]. Son dessin est relativement simple et occupe 0,65 acres, soit à peine plus de 1,2 hectare.
Ce labyrinthe apparait dans le livre Trois hommes dans un bateau de Jérome K Jérome, au chapitre 6.

## Œuvres conservées au château
On trouve parmi elles, Les Triomphes de César d'Andrea Mantegna, une Vierge et l'Enfant qui est le panneau central du Polyptyque Quaratesi, réalisé en 1425 par Gentile da Fabriano (1385-1427) et aujourd'hui dispersé entre le musée des Offices, la pinacothèque vaticane et la National Gallery of Art de Washington. On y voit également L'Amour et Psyché, du flamand Antoine van Dyck, le Berger à la flûte de Giorgione, ou encore le Portrait d'un lettré du Titien.

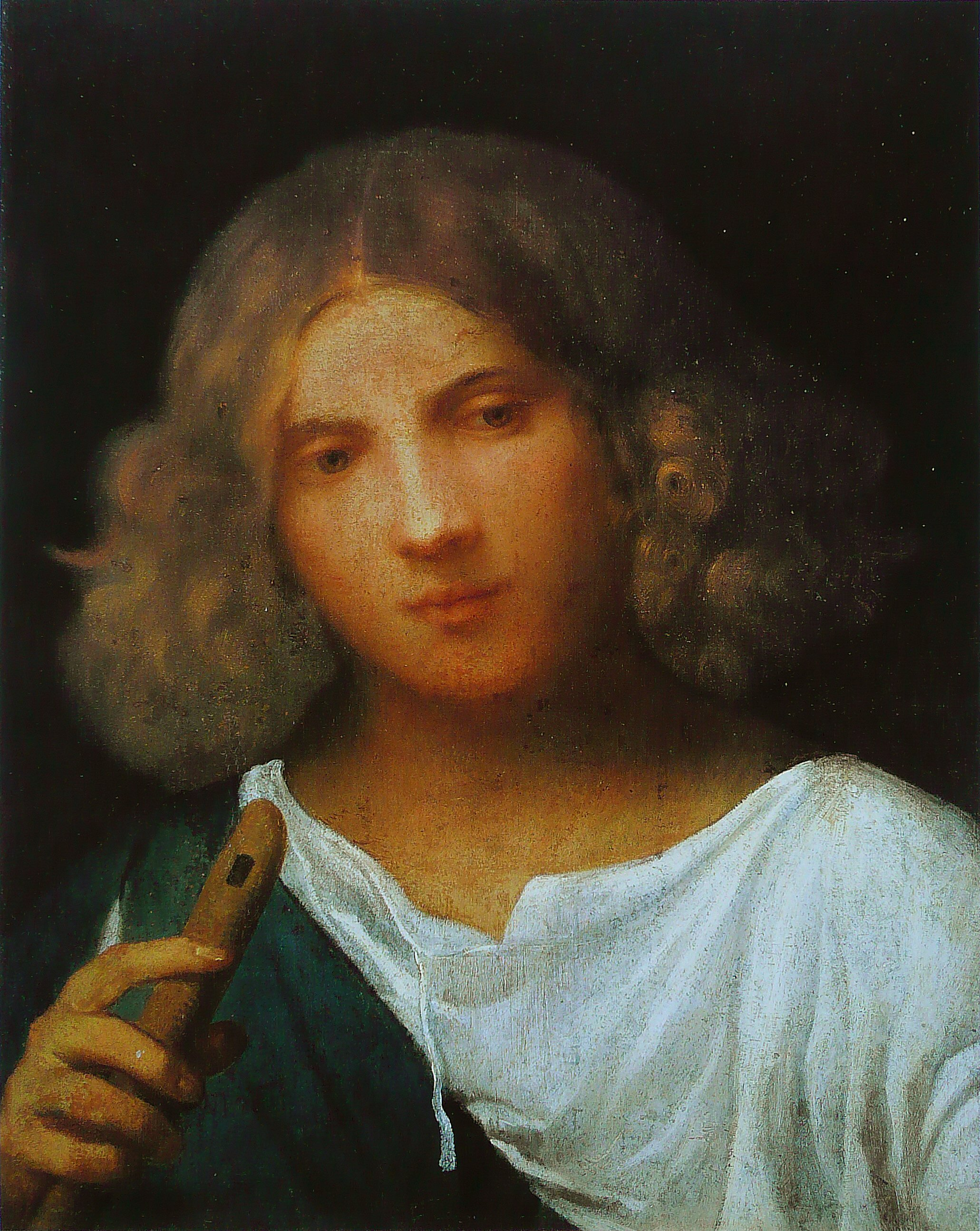
Berger à la flûte, Giorgione
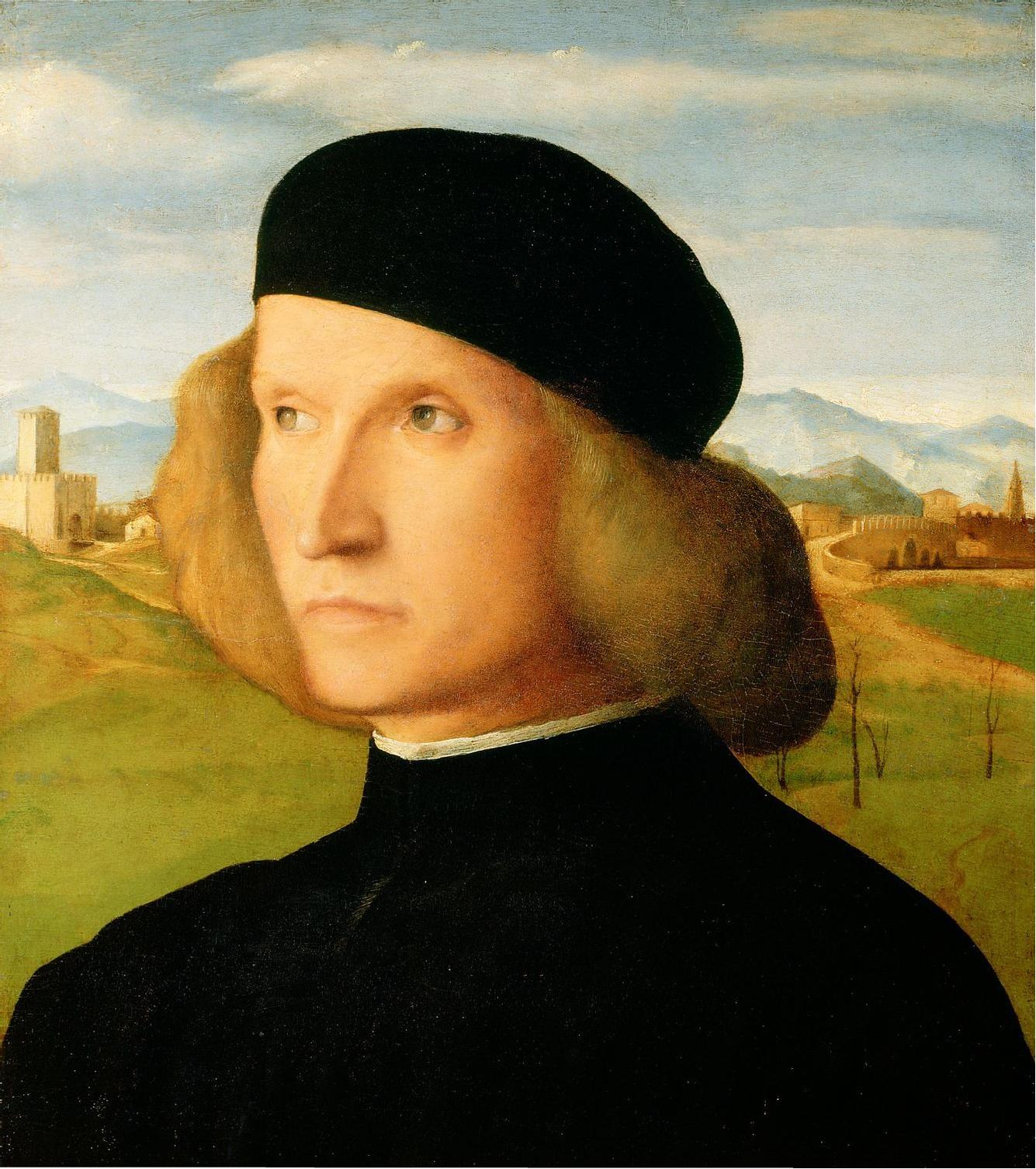
Portrait d'homme, Bellini

## Transports

### Train
Hampton Court est desservie par une gare ferroviaire, Hampton Court railway station (en), sur la rive droite de la Tamise, en face du palais. La gare est le terminus d'une branche de chemin de fer à Surbiton. Les trains desservant Hampton Court partent de la gare de Waterloo, via Vauxhall, Clapham Junction et Wimbledon. Un pont sur la Tamise, Hampton Court Bridge, connecte la gare avec le palais.

### Bus
Les bus 111, 216, 411 et R68 desservent Hampton Court, avec un arrêt près de l'entrée du palais.

### Routes
Deux routes principales passent par Hampton Court. Une est Hampton Court Road (la A308 (en)), qui passe de Hampton Court au nord, connectant Kingston upon Thames avec Hampton ; et l'autre est Hampton Court Way (la A309) qui approche Hampton Court au sud, d'Esher, et traverse le pont sur la Tamise. Les deux routes sont connectées par un rond-point, proche de l'entrée du palais.

## Lieu de tournage
En 2018, une équipe de l'émission Secrets d'Histoire a tourné plusieurs séquences au château dans le cadre d'un numéro consacré à Marie Tudor, intitulé Marie La Sanglante sur le trône d'Angleterre, diffusé le 28 octobre 2019 sur France 3.

## Galerie

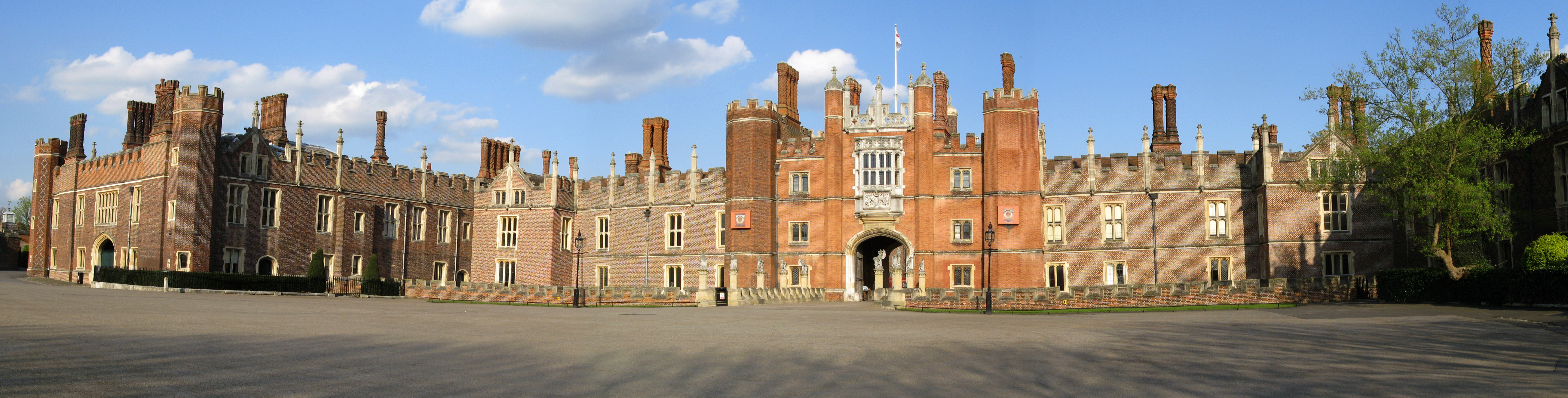
L'entrée principale.
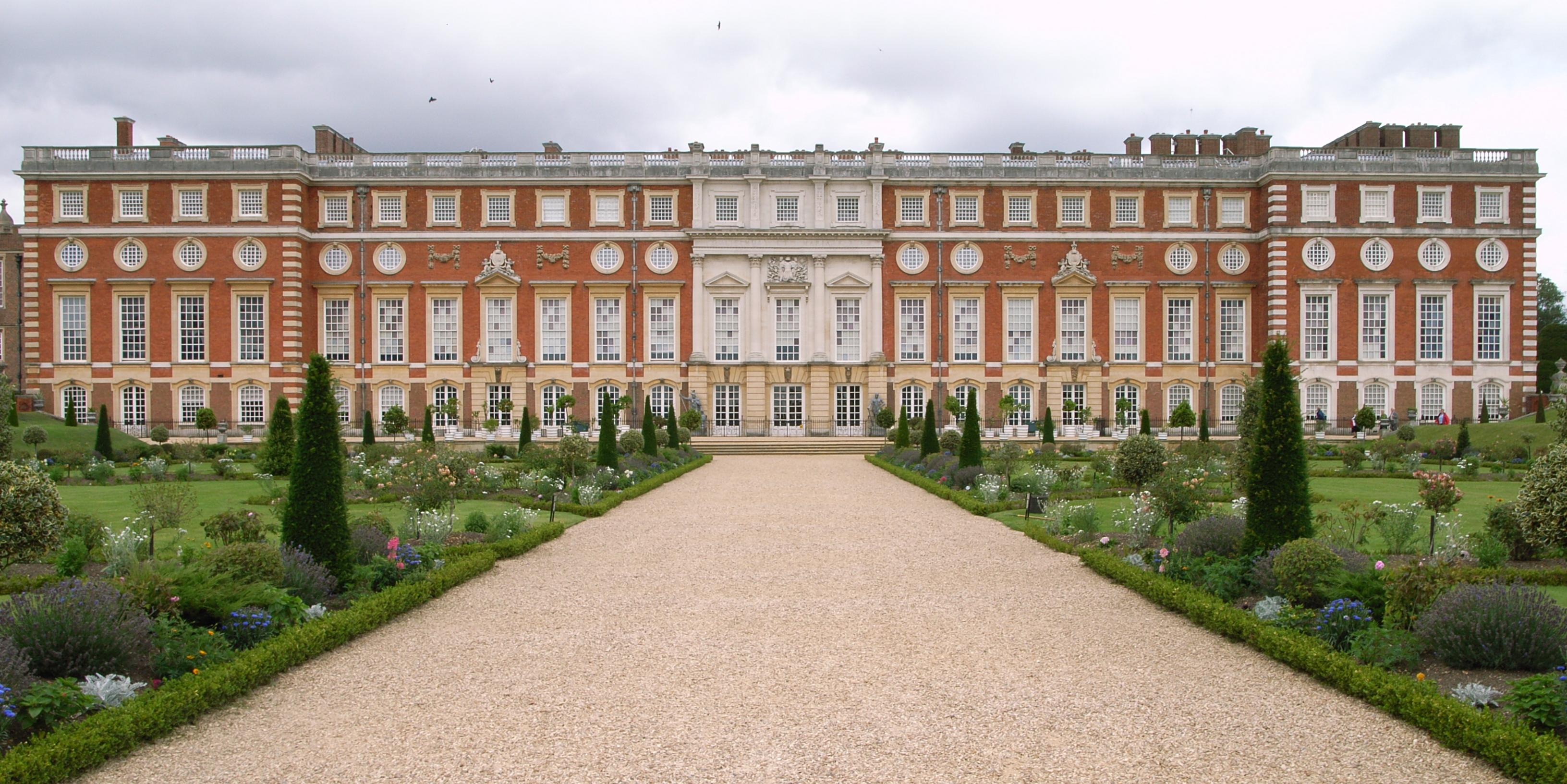
Aile sud, de Christopher Wren.
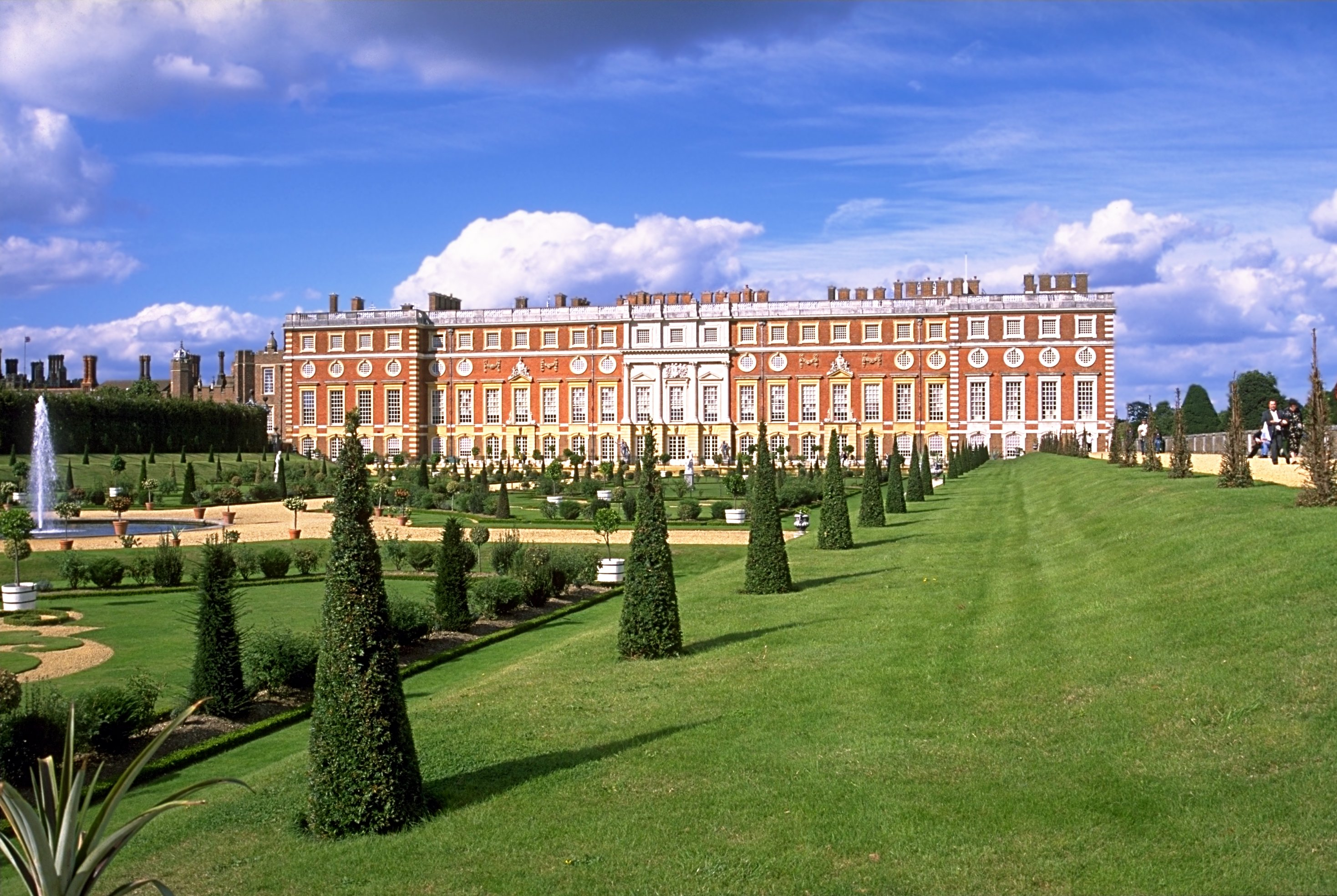
Aile sud.
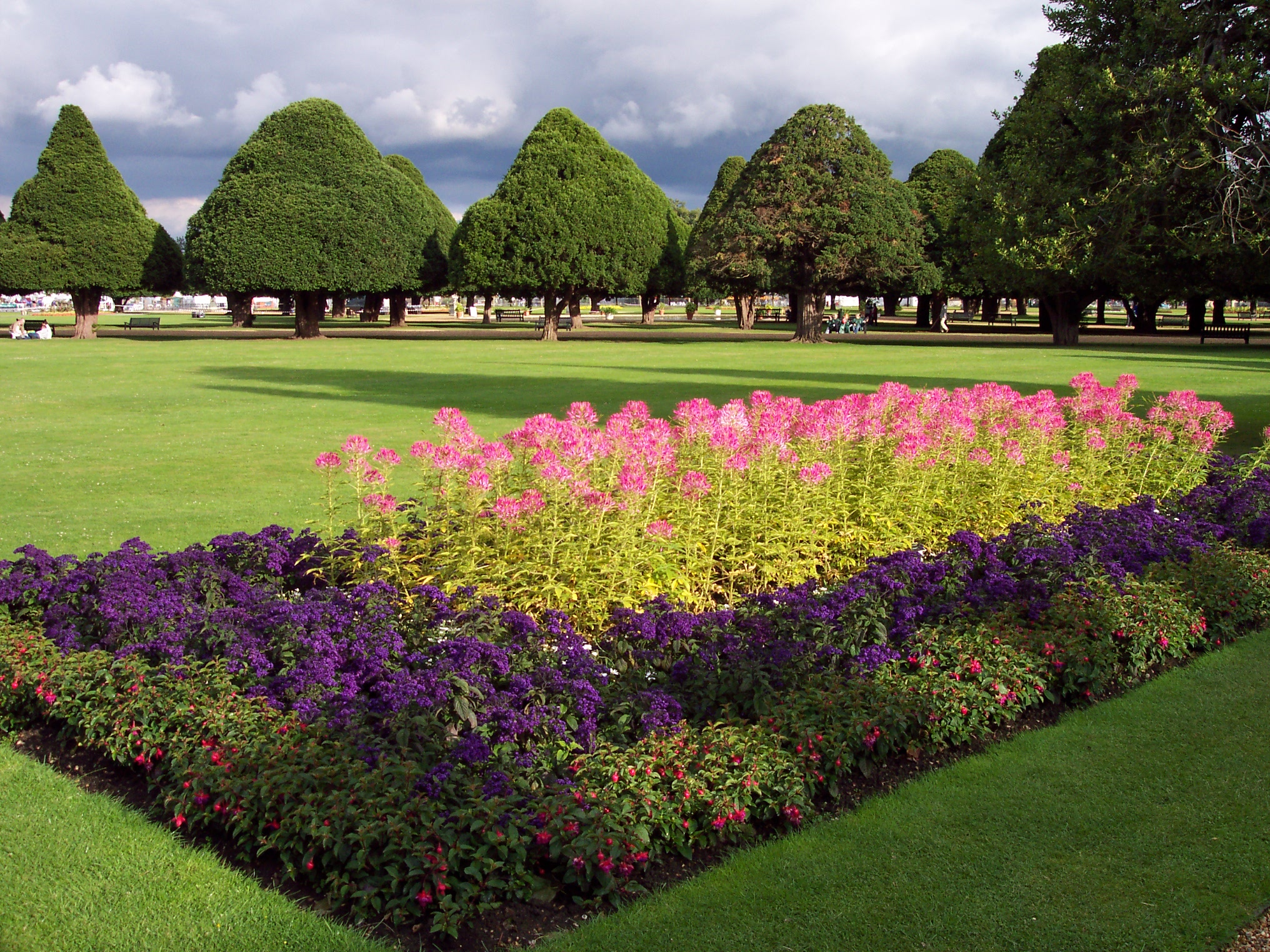
Jardins du château.
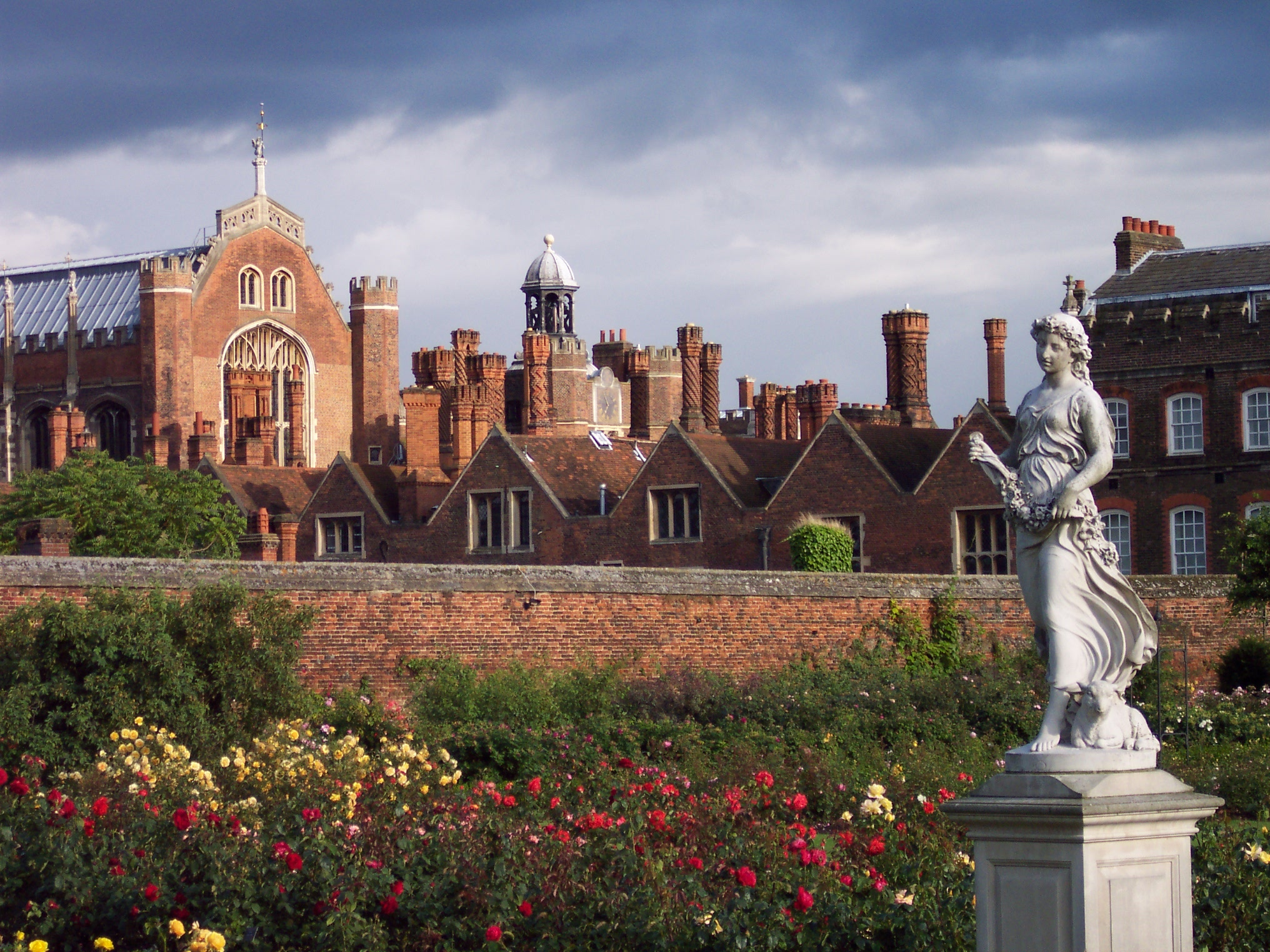
Roseraie et toits de Hampton Court.